# Psorospermum corymbiferum
Psorospermum corymbiferum är en johannesörtsväxtart som beskrevs av Bénédict Pierre Georges Hochreutiner. Psorospermum corymbiferum ingår i släktet Psorospermum och familjen johannesörtsväxter. Utöver nominatformen finns också underarten P. c. doeringii.